# Кормишта
Кормишта (грч. Κορμίστα, Кормиста) је насељено место у општини Амфипољ у периферији Средишња Македонија, Грчка. Према попису из 2021. године било је 423 становника.
Према бугарском географу и историчару, Василу Канчову, у Кормишту је 1900. године живело 600 Грка, 250 Турака и 50 Аромуна. Током Балканских ратова турско становништво је принудно исељено, те је 1913. године у селу било 650 житеља. После Првог светског рата насељене су грчке избеглице, а након 1923. године досељено је још 115 избегличких породица, укупно 465 особа. На попису из 1928. године Кормишта су имала 1.296 становника.